# Donínská pře
Donínská pře, německy Dohnaische Fehde, byl konflikt, který naplno propukl roku 1385 v průběhu dvorního bálu, tzv. Adelstanz. Tento bál se odehrál na radnici v saských Drážďanech, které ale tehdy ještě nebyly sídelním městem míšeňských markrabat. Podle dochovaných pramenů došlo k hádce mezi Ješkem z Donína (Donín), synem Otty II., zvaného Heide, purkrabího z Donína (páni z Donína), a rytířem Rudolfem (Rütschel) z Körbitz, která měla nečekané následky a vyvolala boje trvající ještě řadu let.

## Začátek pře
V průběhu drážďanského dvorního plesu roku 1385 se Ješek z Donína začal nepokrytě dvořit manželce Rudolfa z Körbitz a ten na to reagoval tak, že sokovi nastavil při tanci nohu přes kterou Ješek upadl. Ješek vzápětí Rudolfovi vlepil pohlavek. Vzhledem k tomu, že se jednalo o urážku před zraky celé míšeňské elity, včetně markraběte Viléma I., nenechal Rudolf z Körbitz tuto facku bez odplaty.
Ještě v témže roce Rudolf se svými spojenci napadl hrad Donín a tento obsadil. Tato událost se odehrála v době křtu jednoho z vnoučat Otty II. purkrabího z Donína a přítomna tedy byla většina rodinných příslušníků. Do zajetí padl Ješkův bratr i otec Otta II., který ve vězení brzy na to zemřel.

## Další vývoj
Ke konfliktu se postupně připojili spojenci obou stran a boj dvou rodin se tak rozrostl do malé lokální války. Tohoto stavu využil markrabě Vilém I. Míšeňský (1343 –1407) a Doníny označil za škůdce, kteří ohrožují bezpečnost cest vedoucích z Čech do Míšně, a v letech 1401 – 1402 se sám zapojil do probíhajících bojů. Byla to vhodná chvíle vzhledem k oslabení moci českého krále Václava IV. Po téměř ročním obléhání Donína byl tento hrad dobyt a Ješkovi z Donína se podařilo uprchnout na nedaleký hrad Weesenstein. Odtud pak, krátce nato, odjel na hrad Königstein, který byl doposud v českých rukou.
Ješek se pak vydal ke králi Zikmundovi Lucemburskému do Pešti (Budapešť), kde hledal ochranu. Z ne zcela jasných důvodů byl ale odsouzen k trestu smrti a sťat.
Markrabě Vilém I. 17. 08. 1404 převzal do svých rukou město Pirnu a jen o něco později i hrad Königstein, čímž upevnil svou moc v oblasti a definitivně ukončil svrchovanost českých panovníků v této oblasti Saska.

## Legenda o Jonasovi
Tato legenda se váže k muži jménem Jonas Daniel, který byl věrným služebníkem rodu Donínů a rovněž osvědčeným bojovníkem. Pověst vypráví o tom, jak jeden z Donínů, zřejmě Václav III. purkrabí z Donína, v poslední chvíli před pádem hradu Weesenstein do rukou nepřátel poslal své dětí Markétu a Venče (Wentsch) do bezpečí k příbuzným, rodu von Waldow, do Königsbrücku (Horní Lužice). Vůdcem malého doprovodu a hlavním ochráncem obou dětí měl být právě Jonas Daniel, který se nejlépe vyznal v okolní krajině a znal každou stezku přes zdejší mokřiny.
Uprchlíci se šťastně dostali až na cestu vedoucí k Königsbrücku, ale v tom narazili na skupinku jezdců, kteří je hodlali napadnout. Jonas, vědom si svého slibu dostat děti v bezpečí k jejich příbuzným, předal je pod ochranu jiného člena doprovodu s pokynem pokračovat v cestě. Sám se pak s ostatními členy družiny vrhl proti pronásledovatelům. Tím dětem umožnil bezpečný útěk. Sám ale v šarvátce padl.
Druhý den na místo dorazili Baltazar von Waldow a Hans von Polenz se svými jezdci, aby uprchlíky chránili po zbytek cesty. Nalezli zde však už jen tři vážně zraněné členy doprovodu a mrtvého Jonase Daniela. Jelikož se obávali, že v přepadení má prsty markrabě Vilém I., o celé události pomlčeli. Na místě však nechali vztyčit kříž na památku padlého Jonase. Na kříži je nápis: Fin milit Jonas Dan, což lze přeložit jako „[zde] skončil voják Jonas Daniel“.
Markéta z Donína se později stala manželkou Hanse von Polenz a Venč pánem na Königsbrücku.